# Кузавка (Більський повіт)
Кузавка (пол. Kuzawka) — село в Польщі, у гміні Тереспіль Більського повіту Люблінського воєводства. Населення — 125 осіб (2011).

## Історія
За даними етнографічної експедиції 1869—1870 років під керівництвом Павла Чубинського, у селі проживали лише греко-католики, які розмовляли українською мовою.
У 1975—1998 роках село належало до Білопідляського воєводства.

## Демографія
Демографічна структура станом на 31 березня 2011 року:
|          | Загалом | Допрацездатний вік | Працездатний вік | Постпрацездатний вік |
| -------- | ------- | ------------------ | ---------------- | -------------------- |
| Чоловіки | 57      | 14                 | 34               | 9                    |
| Жінки    | 68      | 19                 | 28               | 21                   |
| Разом    | 125     | 33                 | 62               | 30                   |